# フリフリ
「フリフリ」は、1965年5月10日に発売されたザ・スパイダースの楽曲である。当時でいうエレキバンドとして活躍してきたこのグループにとって初めての、ヴォーカル入りのオリジナル作品となった。

## 解説
- 本作でのグループの名義は「田辺昭知とザ・スパイダース」である。
- 作詞・作曲はかまやつひろしによる。
- 歌謡曲主体のレーベルであるクラウンレコードからの発売。従って本作もレコード上の分類は「流行歌」である。
- 当時流行していた「モンキーダンス」を下敷きにしたもので、レコードジャケットにもサブタイトルのように「モンキーで踊ろう」の一文が添えられている。またジャケットの写真では、堺正章と井上順が、演奏するメンバーをバックにモンキーダンスのポーズをとっていた。
- ジャケット写真にかまやつが写っていないが、これはかまやつが撮影時に遅刻をしたためである。
- レコードにおいては、グループ自身の歌と演奏に加え、イントロから曲の最後まで「三つの手拍子」が繰り返し挿入されている。作者のかまやつは後年、手拍子を入れた狙いを「手拍子なら世界共通だから」と語っている。実際のステージでは、曲の演奏に入る前にメンバーが「皆さん、手拍子三つお願いします」と観客に対して呼びかけていたという。
- B面は「モンキー・ダンス」（阿久悠 作詞・脇野光司 作曲）。こちらにもサブタイトルのように「モンキーで踊ろう」の一文が添えてある。阿久悠の作詞家としてのデビュー作でもある[1]。
- 翌1966年、これら2曲は再録音のうえ、「フリフリ」は「フリ・フリ'66」と、「モンキー・ダンス」は「ミスター・モンキー」とそれぞれ改題し、同年4月15日にフィリップス・レコードから発売したファーストアルバム『ザ・スパイダース・アルバムNo.1』に収録された。「フリ・フリ'66」は（契約の関係上から）改めて英語の歌詞を付け、「ミスター・モンキー」は原曲からの改変こそ無かったが作曲者のクレジットが“チャーリー脇野”となっていた。なお「フリ・フリ'66」は、このアルバムに先駆け同年2月1日にフィリップスから発売した4曲入りコンパクト盤にも収録されている。
- サザンオールスターズの「フリフリ'65」は、本作のタイトルが由来となっている[2]。
- The KanLeKeeZのアルバム『G.S.meets The KanLeKeeZ』（2016年12月21日発売）にてカバー版が収録されている（リードボーカルは桜井賢）。

## 収録曲
1. フリフリ
  - 作詞・作曲:かまやつひろし／編曲:田辺昭知
2. モンキー・ダンス
  - 作詞:阿久悠／作曲:脇野光司